# Лотар Дебес
Лотар Дебес (нім. Lothar Debes; 21 червня 1890, Айхштет — 14 жовтня 1960, Оснабрюк) — командир з'єднань військ СС, группенфюрер СС і генерал-лейтенант військ СС (30 січня 1944). Кавалер Німецького хреста у сріблі (7 лютого 1945).

## Біографія

### Ранні роки
Народився 21 червня 1890 року в Айхштеті.
Закінчив Баварський кадетський корпус. 10 січня 19 поступив на службу в 18-й Баварський піхотний принці Лідвіга Фердинанда полк (Ландау), в 1913 році переведений в 88-й (2-й Нассауський) піхотний полк. Після закінчення військового училища в Данцизі 27 січня 1912 року отримав звання лейтенанта.

### Перша світова війна
Учасник війни. 24 червня 1916 року важко поранений осколками гранати і після лікування призначений у штаб 18-го армійського корпусу. З 27 вересня 1916 року заступник ад'ютанта штабу 18-ї армії. З жовтня 19 16 року 2-й ад'ютант, в 1918 році — ордонанс-офіцер штабу 223-ї піхотної дивізії.
З травня 1918 року служив у військово-транспортному командуванні в Брюсселі, а потім в Берліні. Працював у відділі «К», який займався постачанням Західного фронту водними шляхами. Пізніше призначений у штаб начальника польових залізниць при транспортному відділі МКД (дирекції військових каналів) в Брюсселі. На початку листопада 1918 року займався організацією оборони лінії Антверпен-Маас.
За бойові заслуги нагороджений Залізним хрестом 1-го та 2-го класу; капітан (з 18 жовтня 1918 року).

### Міжвоєнний період
Після війни навчався, а потім працював торговцем в Кельні. В 1920-25 роках працював у керівництві великої фірми. В 1925-29 рр. голова невеликого ринкового магазину (складу). У 1929-37 роках службовець фірми. 
В цей час пов'язав свою долю з нацистами. 1 травня 1930 року вступив в НСДАП (партійний квиток № 240 110), 1 березня 1937 року в СС (службове посвідчення № 278 963), у званні штурмбаннфюрера СС. Якийсь час служив у земельній полоції в Кельні. З 1937 року інструктор юнкерського училища СС «Брауншвайг», на цій посаді його і застала війна.

### Друга світова війна
1 січня 1940 року призначений командиром юнкерського училища СС «Брауншвайг». З 1 січня 1942 — командир 2-ї піхотної бригади СС на радянсько-німецькому фронті. З 22 лютого 1942 року — командир 9-го піхотного полку СС «Туле».
З 10 серпня 1942 по 15 лютого 1943 року командир юнкерського училища СС у Бад-Тельці, в той же час з 6 по 25 січня навчався на курсах полкових командирів в училищі рухомих військ і Вюнсдорфі. З 15 лютого по 12 листопада 1943 року командир 10-ї танкової дивізії СС «Карл Великий», пізніше «Фрундсберг». З 15 жовтня 1943 по 14 червня 1944 року командир 6-ї гірської дивізії СС «Норд».
З 15 червня 1944 року по 21 червня 1944 року командувач військами СС на Сході (зі штаб-квартирою у Кракові). Пізніше призначений командувачем військами СС в Італії, залишаючись на цій посаді до травня 1945 року.
Лотар Дебес помер 14 жовтня 1960 року в Оснабрюці.

## Звання
- лейтенант (27 січня 1912)
- обер-лейтенант (18 вересня 1915)
- гауптман (18 жовтня 1918)
- штурмбаннфюрер СС (1 березня 1937)
- оберштурмбаннфюрер СС (11 вересня 1938)
- штандартенфюрер СС (1 січня 1940)
- оберфюрер СС (9 листопада 1941)
- бригадефюрер СС і генерал-майор військ СС (21 червня 1942)
- группенфюрер СС і генерал-лейтенант військ СС (30 січня 1944)

## Нагороди групенфюрера СС Дебеса

### Перша світова війна
- Залізний хрест 2-го і 1-го класу
- Почесний хрест ветерана війни з мечами
- Кільце «Мертва голова»
- Йольський свічник
- Почесна шпага рейхсфюрера СС (23 вересня 1937)
- Застібка до Залізного хреста 2-го і 1-го класу
- Хрест воєнних заслуг 2-го і 1-го класу з мечами
- Медаль «За зимову кампанію на Сході 1941/42»
- Нагрудний знак «За поранення» в чорному
- Німецький хрест у сріблі (7 лютого 1945)